# Gare de Långsele
La Gare de Långsele (suédois : Långsele järnvägsstation) est une gare ferroviaire suédoise située à Långsele.

## Histoire

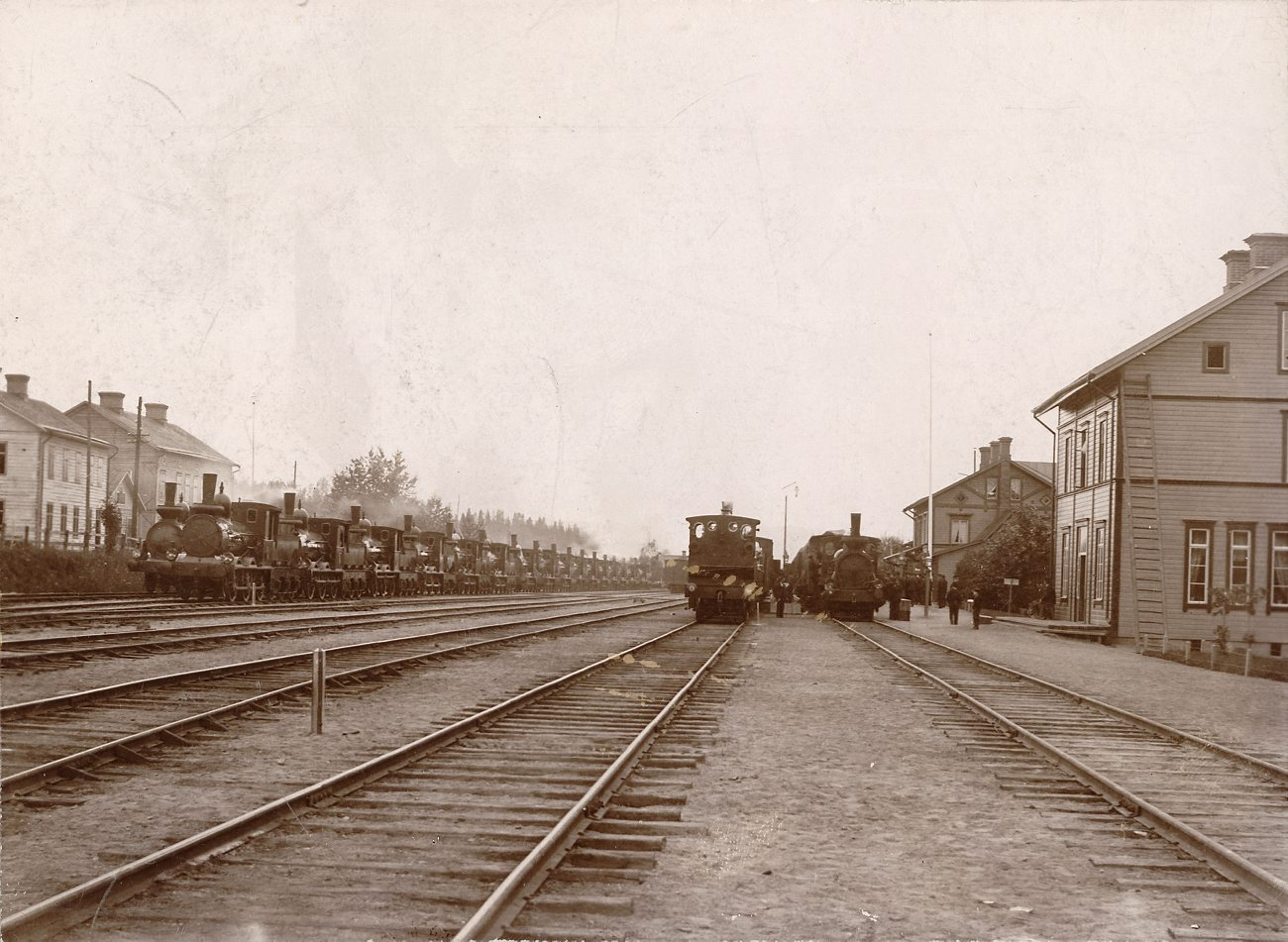
La gare en 1904.

La gare occupe un peu de 600 mètres carrés et dispose d'une salle d'attente au rez-de-chaussée et plusieurs bureaux au deuxième étage.

## Service des marchandises
En 2006, la gare est desservie par Green Cargo. La salle d'attente est gérée par Jernhusen, qui a vendu la gare à la suédoise Svenska Järnvägsstationer AB en 2013.